# Pontiac Economy Eight
Pontiac Economy Eight — полноразмерный автомобиль, выпускавшийся с 1933 по 1935 год подразделением Pontiac компании General Motors.

## История

### 1933 (Serie 601)
Впервые Pontiac Economy Eight был представлен в 1933 году. Представляет собой модернизацию Pontiac V8 с V-образной радиаторной решёткой, наклонённой назад. Шасси укорочено на 2 дюйма. Заднее запасное колесо было перемещено обратно под крышку багажника.

### 1934 (Serie 603)
В 1934 году модель Economy Eight вновь была переработана. Колёсная база, длина и высота автомобиля были увеличены.

### 1935 (Serie 605)
В 1935 году Pontiac Economy Eight прошёл третий рестайлинг. Были добавлены более объёмные крылья и более округлые формы кузова На радиаторной решётке появилась декоративная надпись «Pontiac Eight».
За три года было выпущено 212891 модель.